# Villarepos

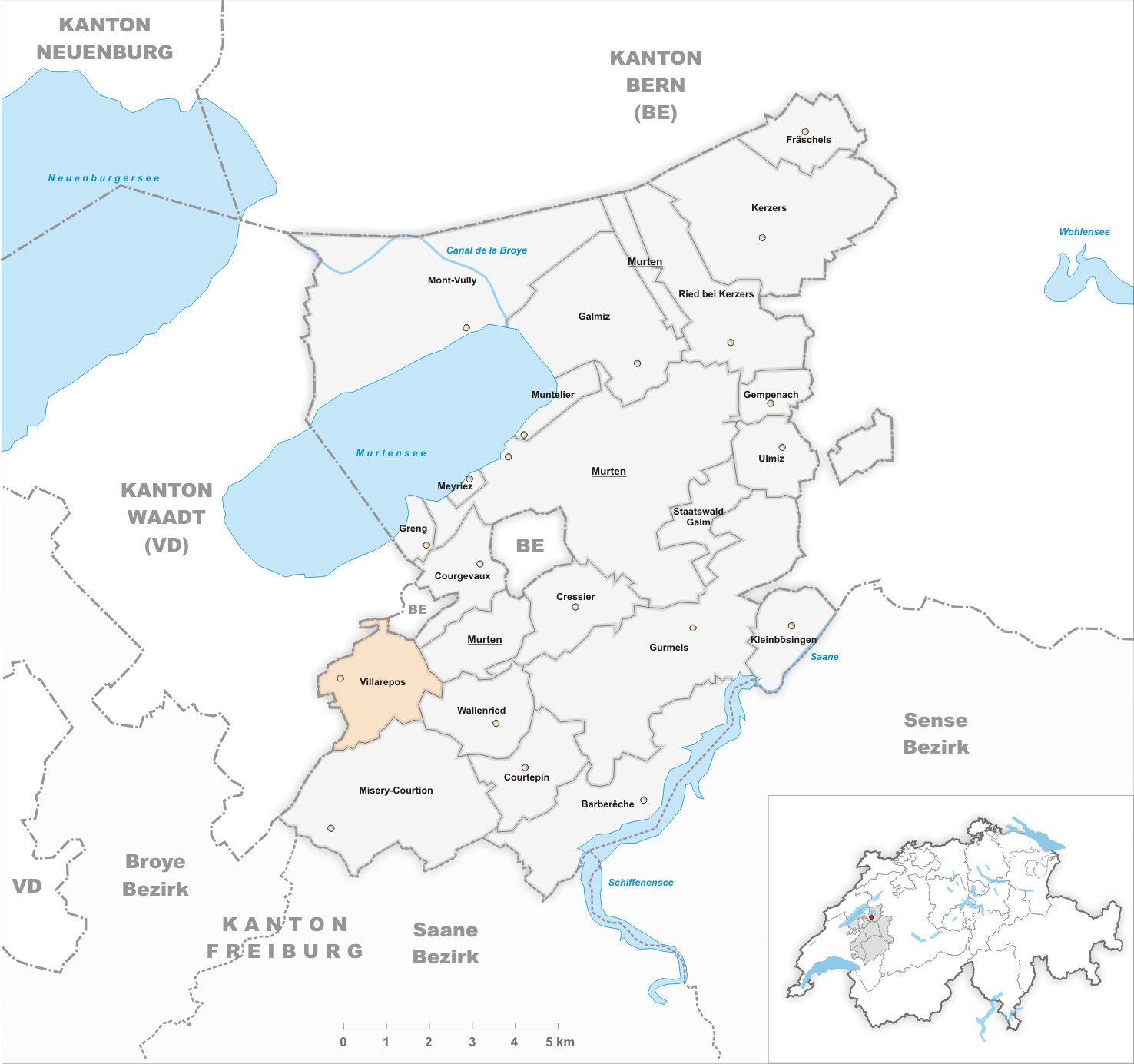
Gemeindestand vor der Fusion am 1. Januar 2017

Villarepos (Freiburger Patois Velârèpouⓘ) war bis zum 31. Dezember 2016 eine politische Gemeinde im District du Lac (deutsch: Seebezirk) des Kantons Freiburg in der Schweiz. Der frühere deutsche Name Ruppertswil wird heute kaum mehr verwendet. Am 1. Januar 2017 fusionierte Villarepos mit den ehemaligen Gemeinden Barberêche, Courtepin und Wallenried zur Gemeinde Courtepin.

## Geographie
Villarepos liegt auf 493 m ü. M., sechs Kilometer südwestlich des Bezirkshauptortes Murten und zweieinhalb Kilometer östlich von Avenches (Luftlinie). Das Dorf erstreckt sich auf einer Anhöhe westlich des Chandon, im Molassehügelland des nördlichen Freiburger Mittellandes.
Die Fläche des 4,7 km² grossen Gemeindegebiets umfasst einen Abschnitt der vom eiszeitlichen Rhonegletscher überformten Molassehöhen zwischen der Broyeebene im Nordwesten und dem Saanetal im Osten. Das Gebiet wird von Südwesten nach Nordosten vom Chandon in einer bis zu 300 m breiten flachen Talniederung durchflossen. Westlich des Tales reicht die Gemeindefläche auf die Höhe von Villarepos und das Plateau von Donatyre. Im Osten erstreckt sich der Gemeindeboden in das Waldgebiet des Ausserholzes (bis 545 m ü. M.), in das Tal des Ruisseau des Echelles und seines südlichen Seitenbachs aus dem Creux-Maringou sowie auf das Plateau von La Croix. Im Süden gehören die Waldhöhen Les Roseires (mit 597 m ü. M. der höchste Punkt der Gemeinde) und Bois de Lavaux zu Villarepos. Von der Gemeindefläche entfielen 1997 8 % auf Siedlungen, 32 % auf Wald und Gehölze und 60 % auf Landwirtschaft.
Zu Villarepos gehören das Dorf Chandossel (457 m ü. M.) im Tal des Chandon, der Weiler Plan (514 m ü. M.) auf einem Geländevorsprung am östlichen Talhang sowie einige Einzelhöfe. Nachbargemeinden von Villarepos sind Murten, Wallenried und Misery-Courtion im Kanton Freiburg, Avenches und Faoug im Kanton Waadt sowie Clavaleyres in einer Exklave des Kantons Bern.

## Bevölkerung
Mit 648 Einwohnern (Stand 31. Dezember 2016) gehörte Villarepos zu den kleinen Gemeinden des Kantons Freiburg. Von den Bewohnern sind 78,4 % französischsprachig, 19,4 % deutschsprachig, und 1,3 % sprechen Englisch (Stand 2000). Die Bevölkerungszahl von Villarepos belief sich 1900 auf 452 Einwohner (inkl. Chandossel). Im Verlauf des 20. Jahrhunderts nahm die Bevölkerung bis 1970 um fast 25 % auf 343 Personen (inkl. Chandossel) ab. Erst seit 1980 (349 Einwohner inkl. Chandossel) wurde wieder ein deutliches Bevölkerungswachstum verzeichnet.
Einwohnerzahlen: Volkszählungsdaten    Zahlen ab 1990 inkl. Chandossel (Eingemeindung 1983)

## Wirtschaft
Villarepos war bis in die zweite Hälfte des 20. Jahrhunderts ein vorwiegend durch die Landwirtschaft geprägtes Dorf. Noch heute haben der Ackerbau und die Viehzucht einen wichtigen Stellenwert in der Erwerbsstruktur der Bevölkerung. Weitere Arbeitsplätze sind im lokalen Kleingewerbe und im Dienstleistungssektor vorhanden, unter anderem in einem Betrieb des Gartenbaus. In den letzten Jahrzehnten hat sich das Dorf auch zu einer Wohngemeinde entwickelt. Viele Erwerbstätige sind deshalb Wegpendler, die hauptsächlich in den Regionen Freiburg und Murten arbeiten.

## Verkehr
Die Gemeinde liegt abseits der grösseren Durchgangsstrassen, ist aber von Avenches und Faoug leicht erreichbar. Der nächste Anschluss an die Autobahn A1 (Bern-Lausanne) befindet sich rund 4 km von Villarepos entfernt. Durch die Buslinie der Transports publics Fribourgeois, die von Avenches nach Villarepos führt, ist das Dorf an das Netz des öffentlichen Verkehrs angebunden.

## Geschichte
Das Gemeindegebiet von Villarepos war schon früh besiedelt. Villarepos befand sich am Ostrand der Römerstadt Aventicum. Die westliche Gemeindegrenze verläuft auf einer kurzen Strecke entlang der ehemaligen Ringmauer von Aventicum. Einzelne Überreste des Aquädukts, der von Villarepos via Aventicum nach Domdidier führte, sind noch sichtbar.
Die erste urkundliche Erwähnung des Ortes erfolgte 1332 unter den Namen Villarrepo und Villarrepot. Später erschienen die Bezeichnungen Villa repos (1336), Vilarrepo (1359), Villar Ripport, Villar Rippoz und Villareppoz (1396) sowie Villarippo (1418). Neben Ruppertswil sind auch die deutschen Versionen Ruoperswyll, Rupertswyl und Rupperswyl überliefert. Der Ortsname geht auf den germanischen Personennamen Hrodbald in Verbindung mit dem lateinischen Wort villa (Dorf, Weiler) zurück.
Im Mittelalter war Villarepos Teil der Herrschaft Avenches. Durch Kauf kam das Dorf 1502 unter die Herrschaft von Freiburg und wurde dem Gebiet der Alten Landschaft (Spitalpanner) zugeordnet. Ab 1504 oblag die Dorfherrschaft den Herren von Praroman. Nach dem Zusammenbruch des Ancien Régime (1798) gehörte Villarepos während der Helvetik zum damals freiburgischen Bezirk Avenches und ab 1803 zum Distrikt Freiburg, bevor es 1848 mit der neuen Kantonsverfassung in den Seebezirk eingegliedert wurde. Mit Wirkung auf den 1. Januar 1983 wurde die vorher selbständige Gemeinde Chandossel nach Villarepos eingemeindet.

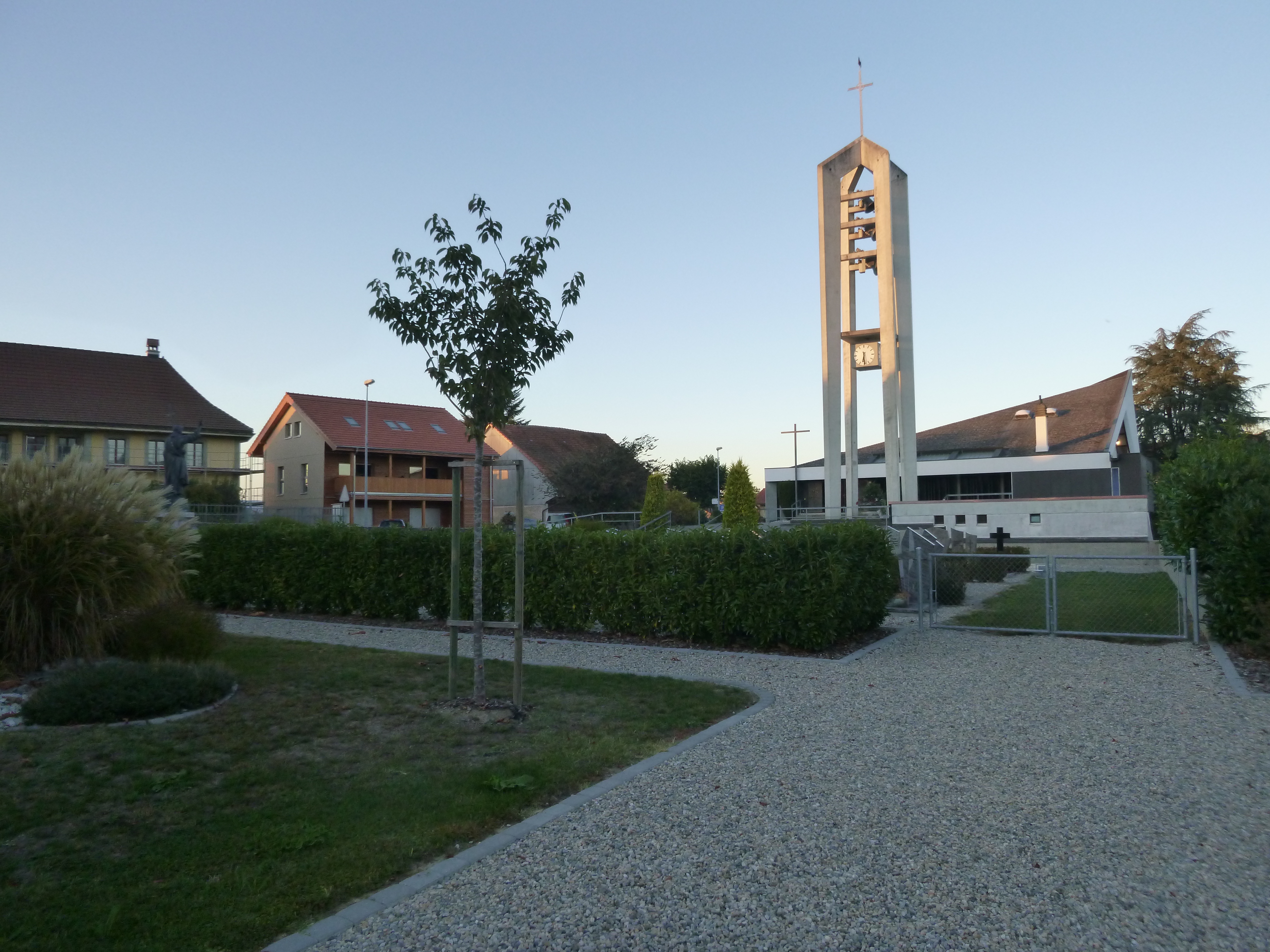
Kirche von Villarepos

## Sehenswürdigkeiten
Die heutige moderne Dorfkirche wurde 1971 erbaut, während der Glockenturm erst 1985 hinzugefügt wurde. Die 1572 geweihte ehemalige Kirche Saint-Etienne wurde trotz des Widerstands aus der Bevölkerung im Jahr 1984 abgerissen.